# Magdalena Pauli

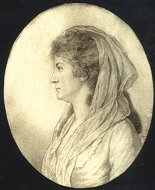
Magdalena Pauli, um 1800

Magdalena Pauli, geborene Poel (* 23. Februar 1757 in Archangelsk; † 4. Januar 1825 in Bückeburg), teilweise genannt „Manon“, war eine in Altona lebende Philanthropin, Schwester des Diplomaten Piter Poel (1760–1837), Ehefrau des Geheimen Legationsrats und Kaufmanns Adrian Wilhelm Pauli (1749–1815) und Freundin des Kaufmanns und Sozialreformers Caspar Voght (1752–1839; seit 2. Mai 1802 Reichsfreiherr von Voght).

## Leben

### Herkunft
Magdalena Pauli stammte aus einer niederländischen Familie, die nach Russland übergesiedelt war. Ihr Großvater Gerrit Claesz Pool war Werftmeister und Schiffszimmermann bei der Oostindische Compagnie in Holland, dessen Sohn Jan ging auf Einladung des Zaren nach St. Petersburg. Ihr Vater, Jacobus Poel (1712–1775), stieg im 18. Jahrhundert in Archangelsk zu einem angesehenen Kaufmann auf und war sehr vermögend. Ihre Mutter war dessen zweite Ehefrau (Hochzeit Archangelsk um 1750, jedenfalls vor 1753), Magdalena Pauli, geborene van Brienen, gestorben in Hamburg am 8. Oktober 1763 (Tochter des Kaufmanns Rutger van Brienen in Sankt Petersburg). Nach deren frühem Tod wuchs Magdalena Poel zusammen mit ihrem jüngeren Bruder Piter Poel in Kinderheimen und Pensionaten auf. Nach dem Tod ihres Vaters in Zierow (Mecklenburg) 1775 erbte sie Güter in Zierow in Mecklenburg und in Rethwisch in Stormarn.

### Unerreichbare Geliebte Heinrich Julius von Lindaus
Der in Hamburg aufgewachsene spätere Göttinger Jurastudent Heinrich Julius von Lindau (1754–1776) verliebte sich unglücklich in die erst 13-jährige Magdalena. Der anscheinend im Mai 1774 an Magdalenas Vater gerichtete Heiratsantrag wurde wegen der nur bescheidenen Mittel Lindaus abgelehnt. Aus heftigem Liebeskummer zog Lindau im Mai 1775 in die Schweiz. Im Juni darauf traf er bei Lavater in Zürich mit Goethe zusammen. Die vermutlich im Januar 1776 erneut erlittene Absage bei einer reichen Kaufmannstochter, der mit Goethe verwandten und befreundeten Charlotte von Barckhaus genannt von Wiesenhütten, nachmals verehelichten Edlen von Oetinger (1756–1823) in Frankfurt am Main, steigerte seine durch die erste Absage bei Magdalena Poel erlittenen Depressionen in solchem Maße, dass er als „Werther im Waffenrock“ den Tod als britisch-hessischer Soldat im Amerikanischen Unabhängigkeitskrieg suchte. Im Rahmen eines selbstgewählten Himmelfahrtskommandos wurde er im November 1776 auf Manhattan geradezu Kanonenfutter. Goethes Briefroman Die Leiden des jungen Werthers hatte seine Todessehnsucht nach dem zweifachen Liebeskummer mit Magdalena und dann mit der fast gleichaltrigen Charlotte ausgelöst.

### Der Gegenliebe gewürdigte, aber letztlich unerreichbare Geliebte Caspar Voghts
Am 14. April 1776 heiratete Magdalene Poel Adrian Wilhelm Pauli, geboren in Lübeck am 10. Februar 1749, dort gestorben am 28. Januar 1815. Er war Kaufmann und vom 16. November 1775 bis zum Abschied am 15. Dezember 1802 Schwedischer Konsul in Lübeck. Sie lebte mit ihm zunächst in Lübeck und im Sommer auf Zierow. Das Ehepaar hatte drei Kinder: Dina Emilie (1780–1867), Sophia Luise (1785–1864) und Carl Wilhelm Pauli (1792–1879). 1785 verkauften sie Zierow an Christian Andreas von Biel. 1786 kaufte Adrian Wilhelm Pauli das Gut Rondeshagen, das als Sommerwohnsitz genutzt wurde. 1794 verlegte die Familie ihren Stadtwohnsitz nach Altona.
Der Hamburger Kaufmann Caspar Voght (nachmals, seit 2. Mai 1802 Reichsfreiherr von Voght; 1752–1839), der engste Freund Piter Poels, hatte sich spätestens 1777 in dessen jungverheiratete Schwester verliebt.

„Diese so allgemein beliebte Frau war klein, nicht einmal gut gebaut; eine dunkle Farbe deckte die nicht feine Haut ihres Gesichts, äußerst kurzsichtig, verdeckten nur zu oft ihre Gläser ihren Blick. Haarwuchs und Füße waren das Einzige, was die Frauen Schönes an ihr fanden: aber nie hatten Züge und Blicke mit einer größeren Mobilität, Zartheit des Gefühls, Liebe und Güte auf eine fast unbeschreibliche Weise, mit Witz und Laune, mit Heiterkeit und Ernst verbunden.“

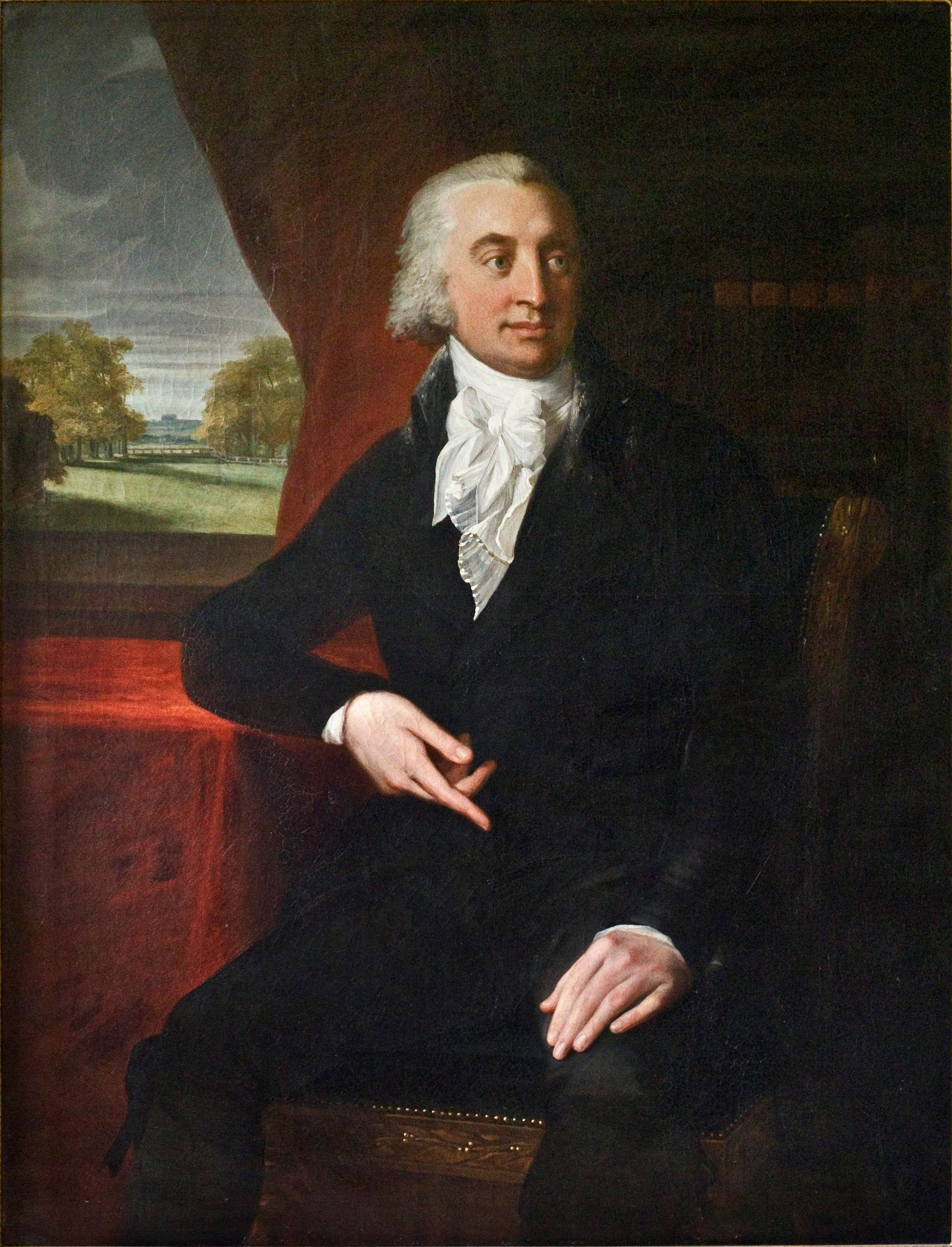
Caspar Voght, 1801

Ungeachtet ihrer Verheiratung erwiderte Pauli diese Liebe zu Voght. Beide entdeckten viele gemeinsame Interessen, so die Liebe zur Literatur, Musik und zum Tanz, beide hatten eine Vorliebe für Pferde. Pauli und Voght verband eine enge Beziehung, in der sie einen erheblichen Einfluss auf Voghts Reformideen zur Schaffung eines Musterguts in Klein Flottbek hatte. Das am 21. November 1785 erworbene und am 1. August 1786 und im Jahre 1797 erweiterte Anwesen galt als Park eines Liebenden; zu Ehren Magdalena Paulis habe der Kaufmann die „sumpfigen Wiesen einiger Bauernhufen in ein Kleinod der Landschaft“ verwandelt, die Landarbeiter ausgebildet und abgesichert und damit Sozialreformerisches, Erwerbswirtschaftliches und Ästhetisches miteinander verbunden.

„Durch sie, für sie war alles, jeder Punkt am hohen Elbufer, wo die Natur uns hochentzückt hatte, erhielt sein Monument, jeder Ort, der durch ihr Wort, ihren Blick mir heilig geworden war.“

Die in der Hamburger Gesellschaft über die Beziehung entstandenen Gerüchte führten zu einem vorübergehenden Rückzug Magdalena Paulis aus der Verbindung:

„Aber immer lauter wurden die Stimmen der Tanten und Basen, die ängstlich Sorgfalt der Prüden, für den guten Ruf der Frau, welche sie beneideten.“

Beide hielten jedoch mit Briefen Kontakt und blieben zeitlebens verbunden. Sie trafen sich beide weiterhin in dem sogenannten Reimarus-Kreis von Johann Albert Heinrich Reimarus und Georg Heinrich Sieveking, der sich den Idealen der Aufklärung verpflichtet fühlte, und nahmen teil an den literarischen Salons von Elise Reimarus. Vielfach erwähnt wird Magdalena Paulis Teilnahme am Freiheitsfest im Jahr 1790 in Harvestehude.
Im Jahr 1801 ließ sich Magdalena Pauli von ihrem Ehemann wegen mangelnder Gemeinsamkeiten scheiden, doch heiratete sie Caspar Voght nicht. Sie entschieden sich dafür, „die leidenschaftlichen Gefühle zu unterdrücken und sich auf freundschaftlicher Basis zu treffen.“

## Forschungsliteratur
Alfred Aust: Mir ward ein schönes Los. Liebe und Freundschaft im Leben des Reichsfreiherrn Caspar von Voght. Christians Verlag, Hamburg 1972, S. 11–38: "Die große Liebe. Voght und Magdalena Pauli".